# Nadija Hordijenko Andrianova
Nadija Mikolajivna Hordijenko Andrianova (Oekraïens: Надія Миколаївна Гордієнко-Андріанова; ook gekend als Andrianova Hordijenko) (Vasilkiv, 15 december 1921 - Kiev, 27 maart 1998) was een Oekraïens schrijfster en vertaalster van de Esperantotaal.

## Biografie
Adrianova studeerde in 1945 af in literatuur en journalistiek aan de Universiteit van Kiev en studeerde vreemde talen tot 1950. Ze schreef als literatuurcriticus en vertaler voor diverse tijdschriften, waaronder Radianskyi selianin (1945-1946), Paco en Hungara Vivo. Tussen 1946 en 1962 was ze redacteur van de Staatsliteraire Uitgeverij van Oekraïne (de huidige uitgeverij Dnipro). Ze was ook actief als popularisator van het Esperanto en richtte de "Esperantocommissie" op bij de "Raad voor vriendschap en culturele betrekkingen met het buitenland" (1968-1973), waarvan ze hoofdredacteur was van het tijdschrift Tra la Soveta Ukrainio. Sinds 1957 was ze lid van de Oekraïense Literaire Unie.
Als vertaler van het Esperanto, Russisch, Duits, Engels, Bulgaars en Frans naar het Oekraïens vertaalde ze werken van onder anderen Vikenti Veresajev, Vladimir Korolenko, Alexander Herzen, Aleksandr Koeprin, Aleksandr Ostrovski, Konstantin Fedin, Wolfgang Schreyer, Manfred Gregor, Helen Keller, Vasili Erosjenko, Bruno Apitz, Henri Barbusse, de gebroeders Grimm, Alphonse Daudet, Victor Hugo, Theodore Dreiser, Maurice Maeterlinck, Guy de Maupassant, Ludwig Renn, Bertolt Brecht, Anatole France en Stefan Zweig. Ze vertaalde ook werken naar het Esperanto van de volgende auteurs uit de Oekraïense literatuur: Taras Sjevtsjenko, Ivan Franko, Lesja Oekrajinka, Maksim Rilski, Oles Honchar, Ivan Drach en Jevhen Hoetsalo.
In 1986 won ze een prijs op de "Internationale literaire competitie" in Vittoria, Italië. In 1987 publiceerde de Hongaarse Esperantovereniging haar autobiografie Vagante tra la mondo maltrankvila.